# Вест Честер (Ајова)
Вест Честер (енгл. West Chester) град је у америчкој савезној држави Ајова. По попису становништва из 2010. у њему је живело 146 становника.

## Демографија
Према попису становништва из 2010. у граду је живело 146 становника, што је -13 (-8.2%) становника више него 2000. године.
| Група             | 2000.       | 2010.       |
| Белци             | 157 (98,7%) | 137 (93,8%) |
| Афроамериканци    | 0 (0,0%)    | 1 (0,7%)    |
| Азијати           | 0 (0,0%)    | 0 (0,0%)    |
| Хиспаноамериканци | 0 (0,0%)    | 3 (2,1%)    |
| Укупно            | 159         | 146         |